# Roesoedan Goletiani
Roesoedan Goletiani (Georgisch: რუსუდან გოლეთიანი) (Soechoemi, Abchazische ASSR, Georgische SSR, Sovjet-Unie, 8 september 1980) is een Georgisch-Amerikaans schaakgrootmeester bij de vrouwen (WGM). Sinds 2009 is ze ook Internationaal Meester (IM). Drie keer was ze wereldkampioen bij de meisjes, in haar leeftijdscategorie. In 2003 was ze kampioene Amerikaans continent en in 2005 vrouwenkampioen van de Verenigde Staten.

## Schaakcarrière
Roesoedan Goletiani is afkomstig uit Abchazië, een autonome republiek in Georgië, waar in 1992-1993 een burgeroorlog gaande was, die het leven kostte van haar moeder.

### In de Sovjet-Unie
- In 1990 was Goletiani kampioen bij de meisjes tot 12 jaar op het jeugdkampioenschap van de Sovjet-Unie. Ze was toen negen jaar oud.
- Eveneens in 1990 vertegenwoordigde ze de Sovjet-Unie op het Wereldjeugdkampioenschap voor Vrede in Fond du Lac, Wisconsin (VS).

### In Georgië
Begin jaren 90 kon Goletiani niet deelnemen aan schaaktoernooien, vanwege de burgeroorlog in Georgië en de oorlog in Abchazië (1992-1993), haar geboortestreek. 
- In 1994 won ze in Szeged (Hongarije) het wereldkampioenschap voor meisjes tot 14 jaar.
- In 1995 won ze in Guarapuava (Brazilië) het wereldkampioenschap voor meisjes tot 16 jaar.[2]
- In 1997 won ze in Jerevan (Armenië) het wereldkampioenschap voor meisjes tot 18 jaar.[3]
- In 1998 nam ze in Jerevan deel aan het Europees kampioenschap voor meisjes tot 20 jaar en werd tweede achter Sopio Tqeschelaschwili.
- In 2000 werd ze bij het zonetoernooi in Georgië gedeeld eerste met WGM Nino Choertsidze. Hiermee kwalificeerde ze zich voor het wereldkampioenschap schaken voor vrouwen in november 2000 in New Delhi. Daar werd ze in de eerste ronde uitgeschakeld door WGM Nana Ioseliani.

### In de Verenigde Staten
In mei 2000 emigreerde Goletiani naar de Verenigde Staten, eerst naar Brighton Beach (Brooklyn) op Coney Island, waarna ze naar Westchester County verhuisde, ten noorden van de stad New York.
Hoewel ze behoorde tot de bekendste schaaksters ter wereld, mocht ze van Tom Brownscombe, coördinator bij de Amerikaanse schaakfederatie USCF, tussen 2000 en 2004 niet deelnemen aan schaakkampioenschappen in de VS. In 2004 verkreeg het Samford Fellowship, een tweejarig stipendium voor schakers. Ze is afgestudeerd aan de Columbia-universiteit.
- In 2003 won Goletiani het Panamerikaanse vrouwenkampioenschap in San Cristóbal(Venezuela), waarmee ze zich kwalificeerde voor het wereldkampioenschap voor vrouwen.
- Op het WK voor vrouwen 2004 in Elista werd ze in de eerste ronde uitgeschakeld door Corina-Isabela Peptan.
- Van 23 november t/m 6 december 2004 speelde ze mee om het kampioenschap bij de dames van de Verenigde Staten, gehouden in San Diego. Goletiani eindigde met 4,5 punt op de eerste plaats, die ze moest delen met Tatev Abrahamjan. De play-off tegen Abrahamjan op 6 december werd met 2-0 door Goletiani gewonnen, zodat ze de 2004 kampioen bij de dames van de VS werd.[6] Irina Krush eindigde als derde met 4 punten. Bij de heren werd Hikaru Nakamura kampioen.[7]
- In juni 2006 was Goletiani een van de oprichters van de Westchester Chess Academy in Rye, New York.[8]
- In mei 2015 behaalde Goletiani 6 pt. uit 11 op het vrouwenkampioenschap van de Verenigde Staten.[9]
- Goletiani speelt sindsdien minder frequent in toernooien. In april 2018 behaalde ze 3,5 pt. uit 11 op het vrouwenkampioenschap van de Verenigde Staten.[10]

In oktober 2006 stond Goletiani op plaats 50 van de FIDE-wereldranglijst van vrouwelijke schakers, met als Elo-rating 2403. In januari 2015 stond ze op plaats 5 op de Elo-ranglijst van vrouwen in de Verenigde Staten.

## Titels
Sinds 1999 is Goletiani grootmeester bij de vrouwen (WGM). En sinds 2009 is ze ook Internationaal Meester (IM). De IM-normen behaalde ze in 2006 bij het kampioenschap van de VS in San Diego en in 2008 bij de Schaakolympiade voor vrouwen in Dresden.

## Nationale teams
Met het Amerikaanse nationale vrouwenteam speelde ze in 2006 voor de eerste keer in een Schaakolympiade. Het team eindigde als vierde en Goletiani behaalde aan het derde bord 8,5 pt. uit 12 partijen (+6 =5 −1), waarmee ze tevens een GM-norm behaald had.
Bij de Schaakolympiade 2008, in Dresden, werd ze met het team van de VS derde en ontving daarnaast een individuele zilveren medaille voor haar resultaat 9 pt. uit 11 aan bord 3 (+7 =4 –0).

In 2012 nam ze voor de derde keer deel aan een Schaakolympiade (+3 =3 –2).
In 2009 nam Goletiani met het team van de VS deel aan het WK landenteams voor vrouwen (+3 =2 –4).

## Persoonlijk
Roesoedan Goletiani is moeder van drie kinderen. Ze woont in Westchester County in de staat New York.